# Liste der Kulturdenkmale in Creglingen

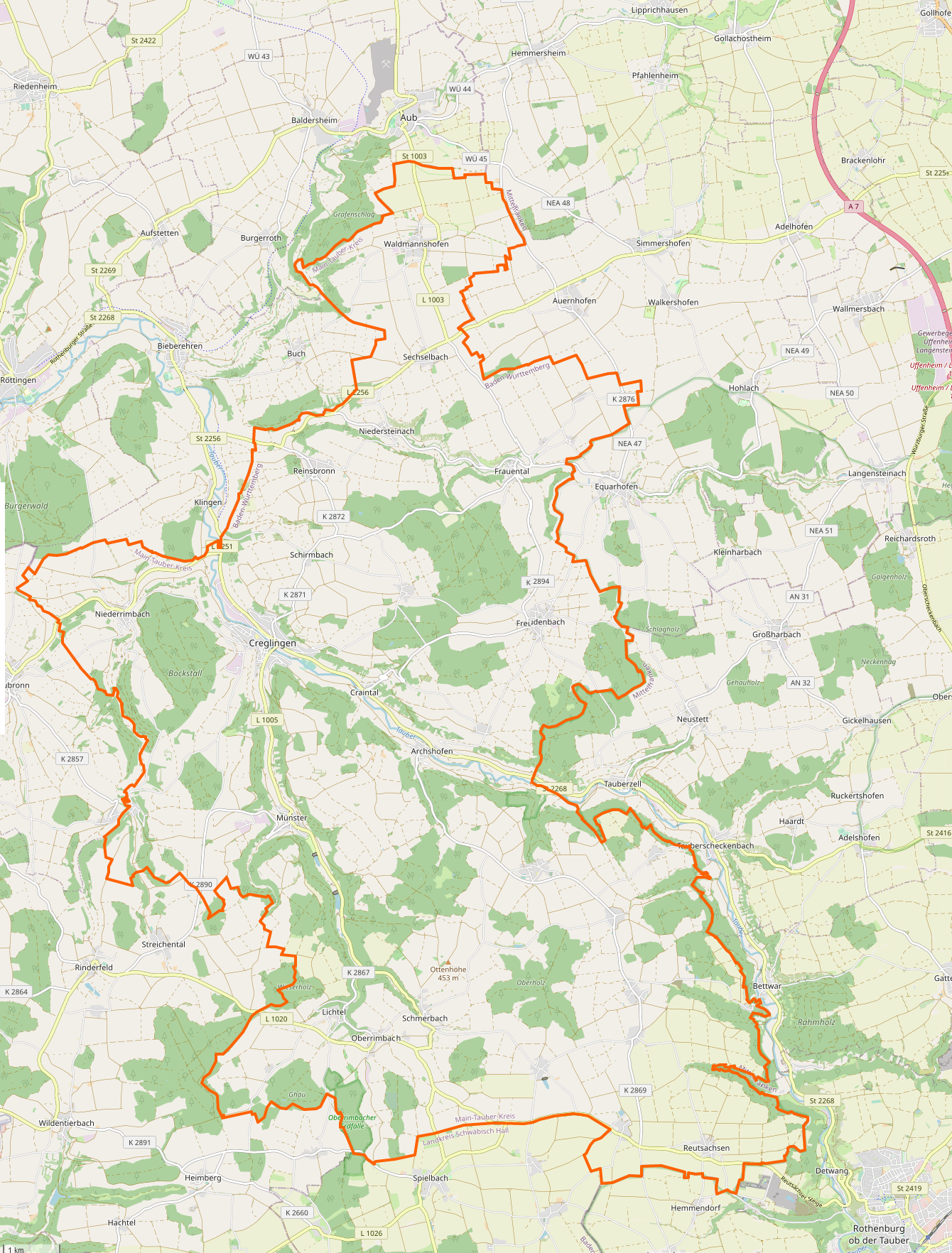
Gemarkung und Lage der Stadt Creglingen

Wappen der Stadt Creglingen

In der Liste der Kulturdenkmale in Creglingen sind unbewegliche Bau- und Kunstdenkmale von Creglingen und seinen Stadtteilen aufgeführt (Kernstadt Creglingen mit Archshofen, Blumweiler, Craintal, Finsterlohr, Frauental, Freudenbach, Münster, Niederrimbach, Oberrimbach, Reinsbronn, Schmerbach und Waldmannshofen). Grundlage für diese Liste ist die vom Regierungspräsidium Stuttgart herausgegebene Liste der Bau- und Kunstdenkmale mit Stand vom 26. Januar 2012. Der Artikel ist Teil der übergeordneten Liste der Kulturdenkmale im Main-Tauber-Kreis. Diese Liste ist nicht rechtsverbindlich. Eine rechtsverbindliche Auskunft ist lediglich auf Anfrage bei der Unteren Denkmalschutzbehörde der Stadt Creglingen erhältlich.
Kleindenkmale wie beispielsweise Bildstöcke, Statuen und Wegkreuze blieben im Stadtgebiet zahlreich erhalten. Der Grund liegt in der seit dem Mittelalter durchgehend landwirtschaftlichen Struktur. Es kam in der Neuzeit zu keiner Verdichtung von Siedlung und Industrie wie in den Ballungsgebieten, so dass diese Kulturdenkmale im Freiland weitgehend erhalten blieben.

## Allgemein
- Bild: Zeigt ein ausgewähltes Bild aus Commons, „Weitere Bilder“ verweist auf die Bilder im Medienarchiv Wikimedia Commons.
- Bezeichnung: Nennt den Namen, die Bezeichnung oder die Art des Kulturdenkmals.
- Lage: Straßenname und Hausnummer oder Flurstücknummer des Kulturdenkmals, gegebenenfalls auch den Ortsteil. Die Grundsortierung der Liste erfolgt nach dieser Adresse. Der Link (Karte) führt zu verschiedenen Kartendiensten mit der Position des Kulturdenkmals. Fehlt dieser Link, wurden die Koordinaten noch nicht eingetragen. Sind diese bekannt, können sie über ein Tool mit einer Kartenansicht einfach nachgetragen werden. In dieser Kartenansicht sind Kulturdenkmale ohne Koordinaten mit einem roten bzw. orangen Marker dargestellt und können durch Verschieben auf die richtige Position in der Karte mit Koordinaten versehen werden. Kulturdenkmale ohne Bild sind an einem blauen bzw. roten Marker erkennbar.
- Datierung: Baubeginn, Fertigstellung, Datum der Erstnennung oder grobe zeitliche Einordnung entsprechend des Eintrags in der zuständigen Denkmaldatenbank (Landesamt für Denkmalpflege Baden-Württemberg).
- Beschreibung: Kurzcharakteristik des Kulturdenkmals.

## Bau-, Kunst- und Kulturdenkmale im Stadtbezirk Creglingen

### Archshofen
Bau-, Kunst- und Kulturdenkmale in Archshofen (mit dem Dorf Archshofen und dem Gehöft Holdermühle):
| Bild           | Bezeichnung        | Lage                              | Datierung     | Beschreibung | ID |
| -------------- | ------------------ | --------------------------------- | ------------- | --- | -- |
| Weitere Bilder | St. Ägidius        | Archshofen, Archshofen 21 (Karte) | 1687–1824     | Ev. Pfarrkirche St. Ägidius, Kirchenschiff nach Brand 1824 erneuert, Fachwerkturm 1687 bez. (§ 28). In der Kirche Grabstein von 1599 (§ 2). Geschützt nach § 28 DSchG |    |
| Weitere Bilder | Synagoge           | Archshofen, Archshofen 40 (Karte) | 1796–1797     | Ehem. Synagoge, 1796/1865/1912, Archshofen |    |
| Weitere Bilder | Schloss Archshofen | Archshofen, Archshofen 20 (Karte) | 1690 bis 1704 | Das Archshofener Schloss wird 1267 erstmals erwähnt, als es in den Besitz des Deutschen Ordens übergeht, der es 1460 wieder verkauft. 1570 wird ein neues Schloss gebaut, das nach einem Brand 1638 von 1690 bis 1704 wieder aufgebaut wird. 1949 wird der Ostflügel wegen Baufälligkeit abgetragen. |    |

### Blumweiler
Bau-, Kunst- und Kulturdenkmale in Blumweiler (mit den Weilern Blumweiler, Reutsachsen, Schwarzenbronn, Seldeneck, Weiler und Wolfsbuch):
| Bild           | Bezeichnung    | Lage                | Datierung       | Beschreibung | ID |
| -------------- | -------------- | ------------------- | --------------- | --- | -- |
| Weitere Bilder | Burg Seldeneck | Blumweiler (Karte)  | 13. Jh.         | Burg Seldeneck (auch Burg Selneck und Burg Blumweiler) ist eine Burgruine der Herren von Seldeneck aus dem 13. Jahrhundert auf der Teilgemarkung Blumweiler   |    |
| Weitere Bilder | Steinkreuz     | Blumweiler (Karte)  | ca. 15./16. Jh. | Mord- und Sühnekreuz: Creglingen III / Stadtteil Blumweiler. Hier wurde im Dreißigjährigen Krieg ein Reiter gefunden, dem durch Kopf und Herz geschossen war. |    |
|                | Bildstock      | Reutsachsen (Karte) |                 | Bildstock |    |
| Weitere Bilder | Steinkreuz     | Reutsachsen         | ca. 15. Jh.     | Mord- und Sühnekreuz: XI / Teilort Reutsachsen. Streit zwischen zwei Rothenburger Bäckern.                                                                    |    |
| Weitere Bilder | Steinkreuz     | Reutsachsen         | ca. 16./17. Jh. | Mord- und Sühnekreuz: XII / Teilort Reutsachsen. |    |
| Weitere Bilder | Steinkreuz     | Reutsachsen         |                 | Mord- und Sühnekreuz: XIII / Teilort Reutsachsen. |    |

### Craintal
Bau-, Kunst- und Kulturdenkmale in Craintal:
| Bild | Bezeichnung | Lage               | Datierung | Beschreibung                                              | ID |
| ---- | ----------- | ------------------ | --------- | --------------------------------------------------------- | -- |
|      | Rathaus     | Craintal 2 (Karte) | 1832      | Rathaus, Fachwerkbau mit Dachreiter, Eckständer 1832 bez. |    |

### Creglingen (Kernstadt)
Bau-, Kunst- und Kulturdenkmale der Kernstadt Creglingen (mit Creglingen und den Häusern Herrgottskirche und Kohlesmühle):
| Bild           | Bezeichnung        | Lage                      | Datierung       | Beschreibung | ID |
| -------------- | ------------------ | ------------------------- | --------------- | --- | -- |
| Weitere Bilder | Stallscheune       | Badgasse 3 (Karte)        | 1880            | Stallscheune (heute jüdisches Museum), giebelständiger zweigeschossiger Natursteinbau, errichtet 1880. |    |
|                | Altes Rathaus      | Hauptstraße 13            | 18. Jh.         | Altes Rathaus, Massivbau mit Walmdach in Ecklage, Mittelrisalit, 18. Jahrhundert. |    |
| Weitere Bilder | Herrgottskirche    | Herrgottskirche 1 (Karte) | 14. Jh.         | Ev. Herrgottskirche (§ 28), einschiffiger gotischer Bau mit Dachreiter, 14. Jahrhundert, mit bedeutender spätgotischer Ausstattung, spätmittelalterliche Kirchhofmauer mit Grabsteinen. Erweiterung des 19. Jahrhunderts, Mesnerhaus (um 1842) und Friedhof (Sachgesamtheit).                                                                              |    |
| Weitere Bilder | Steinkreuz         | Herrgottskirche (Karte)   | ca. 14./16. Jh. | Mord- und Sühnekreuz: Creglingen I. Zwei Brüder gerieten am ursprünglichen Standort des Kreuzes in Erdbach in Streit und haben sich gegenseitig mit ihren „Schnittheppen“ (Gerät zum Distelausschneiden) erschlagen. |    |
|                | Wohnhaus           | Kirchenstaffel 1          | 16. Jh.–17. Jh. | Wohnhaus. Zierfachwerkbau in Hanglage, rundbogiges Portal, 16./17. Jahrhundert. |    |
| Weitere Bilder | Pfarrhaus          | Kirchenstaffel 14 (Karte) | 1569–1768       | Ehem. Pfarrhaus, Doppelhaus, zweigeschossig, verputzt, giebelständiger Bau über massivem EG mit massivem spätmittelalterlichen Westteil sowie Ostteil in Fachwerk (1569, 1577) und traufständiges weitgehend massives Haus, 1768 bez., dazu Hofmauer mit zwei Rundbogenportalen.                                                                           |    |
| Weitere Bilder | St. Peter und Paul | Kirchplatz 1 (Karte)      | 13. Jh.–1727    | Ev. Pfarrkirche St. Peter, einschiffiger Bau mit Chorturm, 13. Jahrhunderts, 1508 und 1727 entscheidend verändert. |    |
| Weitere Bilder | Schloss Creglingen | Kirchplatz 2 (Karte)      | ~14. Jh.–1734   | Ehem. Schloss und Kameralamt, spätmittelalterlicher Massivbau, 1734 stark erneuert. Schloss/Burg. |    |
|                | Stadtbefestigung   | Neue Straße 26            | mittelalterlich | Sachgesamtheit Stadtbefestigung mit Türmen, Stadt- und Zwingermauer, Stadtmauerresten und Graben zwischen Stadt- und Zwingermauer, mittelalterlich: Neue Straße 26: Faulturm, mittelalterlicher massiver Stadtturm (§ 28). Siehe auch: Flst.-Nr. 21/1 und 22/2, Romgasse, Romgasse 26, Schlosserbuck 2 und Stadtgraben 12.                                 |    |
| Weitere Bilder | Synagoge           | Neue Straße 28 (Karte)    | 1799–1836       | Ehem. Synagoge. Putzbau mit geohrtem Portal, 1799, 1836 verändert. |    |
|                | Stadtbefestigung   | Romgasse                  | mittelalterlich | Sachgesamtheit Stadtbefestigung mit Türmen, Stadt- und Zwingermauer, Stadtmauerresten und Graben zwischen Stadt- und Zwingermauer, mittelalterlich: Romgasse (parallel zur Straße, Flst.Nr. 76, 77/5, 77/6): Mittelalterlicher Stadtmauerzug (§ 28). Siehe auch: Flst.-Nr. 21/1 und 22/2, Neue Straße 26, Romgasse 26, Schlosserbuck 2 und Stadtgraben 12. |    |
|                | Stadtbefestigung   | Romgasse 26               | mittelalterlich | Sachgesamtheit Stadtbefestigung mit Türmen, Stadt- und Zwingermauer, Stadtmauerresten und Graben zwischen Stadt- und Zwingermauer, mittelalterlich: Romgasse 26: (am Wohnhaus) Stadtmauerrest, mittelalterlich. Siehe auch: Flst.-Nr. 21/1 und 22/2, Neue Straße 26, Romgasse, Schlosserbuck 2 und Stadtgraben 12.                                         |    |
| Weitere Bilder | Stadtbefestigung   | Schlosserbuck 2           | mittelalterlich | Sachgesamtheit Stadtbefestigung mit Türmen, Stadt- und Zwingermauer, Stadtmauerresten und Graben zwischen Stadt- und Zwingermauer, mittelalterlich: Schlosserbuck 2: Schlosserturm, Stadtmauerrest mit Fachwerkeinbau (§ 28), 17./18. Jahrhundert. Siehe auch: Flst.-Nr. 21/1 und 22/2, Neue Straße 26, Romgasse, Romgasse 26 und Stadtgraben 12.          |    |
|                | Stadtbefestigung   | Stadtgraben 12            | mittelalterlich | Sachgesamtheit Stadtbefestigung mit Türmen, Stadt- und Zwingermauer, Stadtmauerresten und Graben zwischen Stadt- und Zwingermauer, mittelalterlich: Stadtgraben 12: Lindleinsturm mit Fachwerkaufsatz des 18. Jahrhunderts (§ 28). Siehe auch: Flst.-Nr. 21/1 und 22/2, Neue Straße 26, Romgasse, Romgasse 26 und Schlosserbuck 2.                         |    |
|                | Stadtbefestigung   | Flst.-Nr. 21/1, 22/2      | mittelalterlich | Sachgesamtheit Stadtbefestigung mit Türmen, Stadt- und Zwingermauer, Stadtmauerresten und Graben zwischen Stadt- und Zwingermauer, mittelalterlich: Flst.-Nr. 21/1, 22/2: Graben zwischen Stadt- und Zwingermauer. Siehe auch: Neue Straße 26, Romgasse, Romgasse 26, Schlosserbuck 2 und Stadtgraben 12.                                                  |    |
|                | Fruchtkasten       | Torstraße 2               | 1563–1876       | Ehem. Fruchtkasten und Schulhaus, massives Untergeschoss mit rundbogigen Eingängen von 1563 und Aufbau von 1875/76. |    |
| Weitere Bilder | Steinkreuz         |                           | ca. 14./16. Jh. | Mord- und Sühnekreuz: Creglingen II. |    |
| Weitere Bilder | Jüdischer Friedhof |                           |                 | |    |

### Finsterlohr
Bau-, Kunst- und Kulturdenkmale in Finsterlohr (mit dem Dorf Finsterlohr und den Weilern Burgstall und Schonach):
| Bild           | Bezeichnung                                                | Lage                                     | Datierung               | Beschreibung | ID |
| -------------- | ---------------------------------------------------------- | ---------------------------------------- | ----------------------- | --- | -- |
|                | Flachsdarre                                                | Finsterlohr, Burgstall 11 (Karte)        | 18. Jh.–19. Jh.         | Flachsdarre, Massivbau mit Feuervorrichtung, 18./19. Jahrhundert |    |
|                | Wohnhaus Finsterlohr 2                                     | Finsterlohr, Finsterlohr 2 (Karte)       | Im Kern 19. Jahrhundert | Erhaltenswertes Gebäude | BW |
|                | Wohnhaus                                                   | Finsterlohr, Finsterlohr 4 (Karte)       | 1863                    | Zweigeschossiges Wohnhaus in Zierfachwerkbauweise mit Erbauungstafel, 1863 bez.; zugehörige erhaltenswerte stattliche Massivscheune des 19. Jahrhunderts. Geschützt nach § 2 DSchG                                                                       | BW |
|                | Wohnhaus Finsterlohr 6                                     | Finsterlohr, Finsterlohr 6 (Karte)       | Mitte 19. Jahrhundert   | Erhaltenswertes Gebäude | BW |
| Weitere Bilder | Evangelische Kirche St. Margaretha                         | Finsterlohr, Finsterlohr 8 (Karte)       | 11. Jh.–13. Jh.         | Romanischer Wehrbau, mit Kirchhofmauer und Resten der ehem. Burganlage, 11./13. Jahrhundert, in der Mauer ehem. Etterstocktafel, 19. Jahrhundert. Geschützt nach § 28 DSchG                                                                              |    |
|                | Pumpe                                                      | Finsterlohr, Finsterlohr 8 (bei) (Karte) | 19. Jahrhundert         | Gusseiserne Pumpe mit Schale Geschützt nach § 2 DSchG | BW |
|                | Pumpe                                                      | Finsterlohr, Flstnr. 77 (Karte)          | 19. Jahrhundert         | Gusseiserne Pumpe Geschützt nach § 2 DSchG | BW |
|                | Wohnhaus Finsterlohr 10                                    | Finsterlohr, Finsterlohr 10 (Karte)      | Mitte 19. Jahrhundert   | Erhaltenswertes Gebäude | BW |
|                | Wohnhaus Finsterlohr 14                                    | Finsterlohr, Finsterlohr 14 (Karte)      | 1930                    | Erhaltenswertes Gebäude | BW |
|                | Hofanlage Finsterlohr 20                                   | Finsterlohr, Finsterlohr 20 (Karte)      | 1914                    | Erhaltenswertes Gebäude | BW |
|                | Einhaus Finsterlohr 22                                     | Finsterlohr, Finsterlohr 22 (Karte)      | Spätes 18. Jahrhundert  | Erhaltenswertes Gebäude | BW |
|                | Scheune und Stallgebäude Finsterlohr 24                    | Finsterlohr, Finsterlohr 24 (Karte)      | Spätes 19. Jahrhundert  | Erhaltenswertes Gebäude | BW |
|                | Wohnhaus Finsterlohr 28                                    | Finsterlohr, Finsterlohr 28 (Karte)      | um 1900                 | Erhaltenswertes Gebäude | BW |
|                | Wohnhaus Finsterlohr 29                                    | Finsterlohr, Finsterlohr 29 (Karte)      | Spätes 18. Jahrhundert  | Erhaltenswertes Gebäude | BW |
|                | Nebengebäude Finsterlohr 32                                | Finsterlohr, Finsterlohr 32 (Karte)      | 1894                    | Erhaltenswertes Gebäude | BW |
|                | Hofanlage Finsterlohr 33                                   | Finsterlohr, Finsterlohr 33 (Karte)      | 19. Jahrhundert         | Erhaltenswertes Gebäude | BW |
|                | Doppelhaus mit Dorfgaststätte „Grüner Baum“ Finsterlohr 35 | Finsterlohr, Finsterlohr 35 (Karte)      | frühes 20. Jahrhundert  | Erhaltenswertes Gebäude | BW |
|                | Fachwerkscheune Finsterlohr 37                             | Finsterlohr, Finsterlohr 37 (Karte)      | 19. Jahrhundert         | Erhaltenswertes Gebäude | BW |
|                | Schulhaus Finsterlohr 38                                   | Finsterlohr, Finsterlohr 38 (Karte)      | 1848                    | Erhaltenswertes Gebäude |    |
|                | Wohnstallhaus Finsterlohr 39                               | Finsterlohr, Finsterlohr 39 (Karte)      | 1922                    | Erhaltenswertes Gebäude | BW |
|                | Waaghaus Finsterlohr 48                                    | Finsterlohr, Finsterlohr 48              |                         | Erhaltenswertes Gebäude |    |
|                | Scheune Finsterlohr 49                                     | Finsterlohr, Finsterlohr 49              |                         | Erhaltenswertes Gebäude |    |
|                | Scheune Finsterlohr 50                                     | Finsterlohr, Finsterlohr 50              |                         | Erhaltenswertes Gebäude |    |
|                | ehemaliges neues Pfarrhaus Finsterlohr 51                  | Finsterlohr, Finsterlohr 51 (Karte)      | 1914–18                 | Erhaltenswertes Gebäude | BW |
|                | Gebäude an Kirchenmauer                                    | Finsterlohr (Karte)                      | 18./19. Jahrhundert     | Erhaltenswertes Gebäude | BW |
|                | Ehrenmal                                                   | Finsterlohr, auf dem Kirchhof (Karte)    | 18./19. Jahrhundert     | Ehrenmal für die Gefallenen der Weltkriege. Erhaltenswertes Denkmal. | BW |
|                | Brücke                                                     | Finsterlohr, Flstnr. 20 (Straße) (Karte) | wohl 19. Jahrhundert    | Gewölbte Steinbrücke; stark verändert Geschützt nach § 2 DSchG | BW |
| Weitere Bilder | Steinkreuz                                                 | Finsterlohr, Finsterlohr (Karte)         | ca. 15./16. Jh.         | Mord- und Sühnekreuz: Creglingen IV / Stadtteil Finsterlohr. Der Stein soll mit den Kreuzzügen zu tun haben. Früher war es Brauch, dass bei Beerdigungen der Leichenzug am Kreuzstein hielt, der Chor ein Lied sang und ein Vaterunser gesprochen wurde. |    |

### Frauental
Bau-, Kunst- und Kulturdenkmale in Frauental (mit dem Dorf Frauental, den Weilern Lohrhof und Weidenhof und den Höfen Fuchshof und Seewiesenhof):
| Bild           | Bezeichnung                                                                                             | Lage                                                                                              | Datierung                 | Beschreibung | ID |
| -------------- | --- | ------------------------------------------------------------------------------------------------- | ------------------------- | --- | -- |
|                | Einfriedungsmauer ehem. Kloster und Dorf                                                                | Frauental 1 und 2 (Flst. Nr. 7, 13, 15, 21, 24, 24/1, 25, 511, 513, 514, 514/1, 524, 541) (Karte) |                           | Den ehemaligen Klosterbezirk bzw. das spätere Dorf einst vollständig umlaufender Mauerzug aus Muschelkalk; im Anschluss an die ehemalige Kloster- und heutige Friedhofsmauer die Dorfmauer im Tal in südwestliche Richtung den Berg hinauf bis zu Geb.-Nr. 9 laufend, wo sie dann abgängig wird. Zwischen Geb.-Nr. 41 und 10 ist noch ein kurzes Stück sichtbar erhalten. Die Mauer dürfte im Bereich des ehem. Rathauses wieder auf die den äußeren Klosterhof begrenzende Ummauerung gestoßen sein. Hier befand sich wohl auch das Untere Tor, während das Obere Tor vermutlich im Bereich südlich von Geb.-Nr. 20 stand; der älteste Abschnitt im Bereich der Klosteranlage wohl kurz nach Gründung (1232) hergestellt, danach Befestigung der daran unmittelbar angrenzenden Höfe sowie des klösterlichen Wirtschaftshofes „uff dem Closterberg“ (Bereich Nr. 12 und 14), später Einfriedung des gesamten Dorfbereichs, der Süd- und der Ostteil heute weitgehend abgegangen. Geschützt nach §§ 28 (Bauteil) DSchG | BW |
|                | Ehem. Verwaltungsgebäude der Ansbachschen Domäne, später Rathaus, heute Miets- und Gemeindehaus         | Frauental 1 (Karte)                                                                               | zwischen 1575 und 1584    | Zweigeschossiger Massivbau, verputzt, Satteldach mit Schleppgauben; regelmäßig durchfensterte Fassade, an der Traufseite seitlich liegendes Sprenggiebelportal FMZBC bez., mittig erhöht liegender Eingang mit zweiläufiger Außentreppe, an der Giebelseite im Giebeldreieck drei Ladeluken und Tafel mit Wappen RHGFMZB bez.; errichtet wohl unter Einbeziehung älterer Bauteile zwischen 1575 und 1584 als Einheit mit Nr. 2 als Sitz für den markgräflichen Verwalter, bauliche Änderungen an Fassade und Kern ab 1791 im Zuge der Adaptierung als Rathaus (bis 1972). Der Gebäudekomplex Nr. 1 und Nr. 2 bildet in Verlängerung der Kirche den südlichen bzw. südwestlichen Abschluss der ehem. Klosteranlage Geschützt nach §§ 28 (Gebäude) DSchG | BW |
|                | Ehem. Verwaltungsgebäude der Ansbachschen Domäne, später Schule (bis 1968), heute Wohn- und Gemeindehau | Frauental 2 (Karte)                                                                               | 1540                      | Eingeschossiger Massivbau, verputzt mit Satteldach mit Schleppgauben; Fassade mit unregelmäßiger Durchfensterung im wohl älteren Erdgeschoss, im Giebeldreieck Ladeluke, im rückwärtigen Hofbereich Spitzbogenportal, 1540 bez., Eckquader GFMZB, 1584 CRV bez.; errichtet unter Einbeziehung älterer Bauteile der klösterlichen Pfisterei zwischen 1575 und 1584 als Einheit mit Nr. 1 als Sitz für den markgräflichen Verwalter, zw. 1627 und 1968 Schulnutzung, zwischenzeitlich über einen hölzernen Laubengang mit der als Getreidespeicher genutzten Kirche verbunden. Der Gebäudekomplex Nr. 1 und Nr. 2 bildet in Verlängerung der Kirche den südlichen bzw. südwestlichen Abschluss der ehem. Klosteranlage. Geschützt nach §§ 28 (Gebäude) DSchG | BW |
|                | Ehem. Gasthaus zum Adler mit Saalbau und Nebengebäude                                                   | Frauental 5 (Karte)                                                                               | 1754                      | Zweigeschossiges Hauptgebäude in Mischkonstruktion auf massivem Sockel, verputzt, Krüppelwalmdach; regelmäßig durchfensterte Fassade mit profilierten Fenstergewänden und Aufschrift, giebelseitig rundbogiger Zugang zum älteren Gewölbekeller (im Inneren bez. GGD 1754), am Abgang bez. Elisabeth Preeg 1884, Gaststube in den 1950er Jahren umgestaltet; der rückwärtige Saalbau wohl etwas jünger als das Gasthaus (1. Viertel 20. Jh.), im Erdgeschoss mit Stall- und Werkstatteinbauten, im Dach bauzeitliche Hängewerkkonstruktion; quer dazu die den Hof nach Westen hin begrenzende Mitteltennenscheune, quer dazu ein traufständiger Kleintierstallbau mit Holzlege, 19./20. Jahrhundert; nordwestlich des Gasthofes ein erhaltenswertes Wohnstallhaus, eingeschossig über Hanggeschoss errichtet, massiv, verputzt, mit Satteldach, im Türsturz 1929 G.A. Röppel bez. Geschützt nach §§ 2 (Sachgesamtheit) DSchG                                                                                           | BW |
|                | Wohnhaus mit Stallscheune Nr. 10                                                                        | Frauental 10 (Karte)                                                                              | 19./20. Jahrhundert       | Erhaltenswertes Gebäude | BW |
|                | Pfeiler mit Schild                                                                                      | Frauental 10 (bei) (Karte)                                                                        | 19. Jahrhundert           | Gusseiserner Pfeiler mit Schild „Radschuh einlegen oder Strafe“ bez., stark überwachsener Steinsockel, schwarz-rot gebänderter Anstrich im oberen Bereich; 19. Jahrhundert Geschützt nach §§ 2 (Bauteil) DSchG | BW |
|                | Hofanlage aus Wohnhaus, Hofmauer mit Pfeilern und Tor, Nebengebäude                                     | Frauental 12 (Karte)                                                                              | 1864                      | Zweigeschossiger Massivbau, verputzt, Satteldach; profiliertes Portalgewände mit innerem Segmentbogen (Türblatt erneuert), Georg Adam Ott 1864 bez., Giebel- und Traufseite regelmäßig durchfenstert mit segmentbogigen Fenstergewänden, Wappentafel rechts oberhalb des Eingangs, 1864 im Stil der Renaissance errichtet; die rückwärtige und die zum Platz hin erhaltenen Hofmauern mit Pfeilern und eisernem Hoftor (1926 bez.) sind ebenfalls Teil des Kulturdenkmals; zudem Seitentennenscheune in Mischbauweise, 3. Viertel 19. Jahrhundert und eine Doppeltennenscheune, Massivbau, Joh. Georg Ott 1902/1921 bez Geschützt nach §§ 2 (Sachgesamtheit) DSchG | BW |
|                | Stallscheune Nr. 14                                                                                     | Frauental 14 (Karte)                                                                              |                           | Erhaltenswertes Gebäude | BW |
|                | Scheune Nr. 15                                                                                          | Frauental 15 (Karte)                                                                              | 20. Jahrhundert           | Erhaltenswertes Gebäude | BW |
|                | Keller mit Kellerhals und Sandsteinpfeiler ehem. Nr. 16b                                                | Frauental 16b (Karte)                                                                             | 18./19. Jahrhundert       | Erhaltenswertes Bauteil | BW |
|                | Zweiflügelige Hofanlage                                                                                 | Frauental 17 und 18 (Karte)                                                                       | um 1500                   | Zweigeschossiges Wohnhaus (Nr. 17) mit massivem Keller- und erstem Wohngeschoss, das übrige Gebäude in Fachwerk errichtet, verputzt, Krüppelwalmdach; regelmäßig durchfensterte Fassade, rundbogiger Kellereingang, G. L. Preiß 1835 bez., Hofmauer mit eisernem Hoftor; die dazugehörige Scheune erhaltenswert; ebenfalls Kulturdenkmal ist die Scheune (Nr. 18), ein Massivbau mit Mitteltenne, darin Stützen mit Blattsassen, jüngere liegende Dachkonstruktion, gedeckt mit handgestrichenen Flachziegeln mit Spitzschnitt, Satteldach; in Teilen noch um 1500 mit baulichen Änderungen im 3. Viertel des 19. Jahrhunderts; Nr. 18 bildet nicht nur mit Nr. 17, sondern auch mit Nr. 57, 58 und 59, den Ansbachschen Zehntscheunen, eine Sachgesamtheit. Die Sachgesamtheit markiert den südlichen Ortsabschluss. Die hoch aufragende Giebelfassade des Wohnhauses dominiert zudem die platzartige Straßenaufweitung. Geschützt nach §§ 2 (Sachgesamtheit) DSchG                                                   | BW |
|                | Dreiseite Hofanlage Nr. 19, ehem. Gasthof „Grüner Baum“ (bis 1889)                                      | Frauental 19 (Karte)                                                                              | 1927-1929                 | Erhaltenswertes Gebäude | BW |
|                | Wohnhaus mit Nebengebäuden Nr. 20                                                                       | Frauental 20 (Karte)                                                                              | 19. Jahrhundert           | Erhaltenswertes Gebäude | BW |
|                | Hofanlage mit Mauern Nr. 22                                                                             | Frauental 22 (Karte)                                                                              | 1877                      | Erhaltenswertes Gebäude | BW |
|                | Wohnhaus Nr. 24                                                                                         | Frauental 24 (Karte)                                                                              | wohl 18./19. Jahrhundert  | Erhaltenswertes Gebäude | BW |
|                | Wohnhaus mit Anbau Nr. 25                                                                               | Frauental 25 (Karte)                                                                              | wohl 18./19. Jahrhundert  | Erhaltenswertes Gebäude | BW |
|                | Hofanlage Nr. 32, 32/1                                                                                  | Frauental 32, 32/1 (Karte)                                                                        | um 1900                   | Erhaltenswertes Gebäude | BW |
|                | Ehem. Schafhof mit Schäferwohnhaus und Schafscheune, heute Ferienwohnungen                              | Frauental 37 und 37a (Karte)                                                                      | 16./17. Jahrhundert       | Das ehem. Schäferhaus ein eingeschossiger Fachwerkbau mit massivem Erdgeschoss mit giebelseitigen Schartenöffnungen und Krüppelwalmdach, 1750/51 wohl unter Verwendung älterer Teile neu errichtet; die ehem. Schafscheune ein eingeschossiger Massivbau mit hohem Satteldach, an einer Seite mit Halbwalm, 16./17. Jahrhundert; beide Gebäude wurde zwischen 1978 und 2008 umfassend renoviert und zu Ferienwohnung ausgebaut Geschützt nach §§ 2 (Sachgesamtheit) DSchG | BW |
|                | Scheune der ehem. Klostermühle, heute Werkstatt                                                         | Frauental 38 (Karte)                                                                              | frühes 19. Jahrhundert    | Eingeschossiger Fachwerkbau mit Satteldach; konstruktives Fachwerk mit einfachen Andreaskreuzen als Gefachaussteifungen an der Giebelseite, seitliche Tenne an der Traufseite; frühes 19. Jahrhundert mit Umbauten (Werkstatteinbau) im 20. Jahrhundert, 2007/2008 grundlegend saniert, Rest der historischen Biberschwanzeindeckung bei der Neueindeckung wiederverwendet Geschützt nach §§ 2 (Gebäude) DSchG | BW |
| Weitere Bilder | Ehem. Klosterkirche mit Kirchhof und Klostermauern, heute Pfarrkirche und Gemeindefriedhof              | Frauental 39 (Flurstücke 24 und 513) (Karte)                                                      | 1232                      | Zweigeschossige Doppelkirche der Zisterzienserinnen, massiv in Muschelkalk errichtet, Satteldach mit polygonalem Chorabschluss, darüber Giebelreiter in Fachwerk (ursprünglich mittig am Dachfirst sitzend), ältere Zugänge heute größtenteils vermauert, spätromanisch-frühgotische Fensterformen; Errichtung bald nach der Klostergründung 1232, Klosteranlage 1525 die Regulargebäude und der Kreuzgang total zerstört, die Kirche und der Ostflügel stark zerstört, in nachklösterlicher Zeit (ab 1548) bauliche Änderungen unter den Markgrafen (Umnutzung zum Getreidespeicher, Adaptierung der Unterkirche zu evangelischem Kirchenraumes; 1879 Abbruch der Seitenkapelle im Bereich des heutigen Hauptportals), in den 1970er Jahren Rückbau und Renovierung sowie Einrichtung einer Dauerausstellung; der ehem. Kirchhof lag noch 1833 südlich vor der Kirche, der heutige Gemeindefriedhof liegt auf Flst.Nr. 24 (siehe dazu Nr. 53). Geschützt nach §§ 28/2 (Sachgesamtheit) DSchG                          |    |
|                | Wohnhaus mit Scheune, Werkstatt- und Garagenbau Nr. 41 und 46                                           | Frauental 41 und 46 (Karte)                                                                       | um 1900                   | Erhaltenswertes Gebäude | BW |
|                | Scheunen Nr. 43/1, 43/2                                                                                 | Frauental 43/1, 43/2 (Karte)                                                                      | 1. Hälfte 20. Jahrhundert | Erhaltenswertes Gebäude | BW |
|                | Trafostation                                                                                            | Frauental 47 (Karte)                                                                              | 20. Jahrhundert           | Erhaltenswertes Gebäude | BW |
|                | Scheunenreihe Nr. 48, 49, 65                                                                            | Frauental 48, 49, 65 (Karte)                                                                      | 19./20. Jahrhundert       | Erhaltenswertes Gebäude | BW |
| Weitere Bilder | Ehem. Klostergarten, heute teilweise Gemeindefriedhof                                                   | Frauental 53 (bei dem Gebäude, Flst.Nr. 24, 25) (Karte)                                           |                           | Der ehemalige Klostergarten markiert den nördlichsten Punkt des Ortes, er erstreckt sich im Zwickel südlich der ehem. Klosterkirche und des Ostflügels, im Norden und im Westen wird er durch eine Mauer eingefasst. Zwischen beiden Flurstücken verläuft ebenfalls eine Mauer, diese trennt den als Gemeindefriedhof genutzten nördlichen Teil (Flst.Nr. 25), von dem einst den zweigeschossigen Kreuzgang aufnehmenden südlichen Teil (Flst.Nr. 24). Letzterer präsentiert sich heute als locker mit Sträuchern und Bäumen bewachsene Rasenflächen. Der Friedhof selbst ist lediglich über den Ostflügel des ehem. Klosters zugänglich. Die alten Grabsteine des 19. Jh. sind weitgehend verbracht (unter anderem Grünfläche Höhe Nr. 18), einige wenige sind - nicht mehr in situ- an der Westmauer aufgereiht. Geschützt nach §§ 2 (Grün- und Freifläche) DSchG |    |
| Weitere Bilder | Ostflügel des ehem. Klostergebäudes mit Sakristei, Abtei- und Kapitelsaal, heute Jugendheim             | Frauental 53 (Flst.Nr. 512) (Karte)                                                               |                           | Dreigeschossiger Massivbau zum Innenhof hin verputzt, die zum Garten weisende Fassade steinsichtig, Satteldach mit Aufzugsgaube; unterschiedliche Fensterformate, im südlichen Abschnitt regelmäßig angeordnete gekoppelte Steingewändefenster, im Erdgeschoss Rundbogenportal bzw. ein 1525 bez. Spitzbogenportal; an der Rückfassade der Kirche und des Ostflügels Spuren des ehemaligen zweigeschossigen Kreuzganges vorhanden (unter anderem Bohlenlöcher); im Kern Anfang 13. Jahrhundert mit späteren Umbauten und Veränderungen v. a. des 16. Jh., moderne Umbauten der 1970er Jahre. Geschützt nach §§ 2 (Gebäude) DSchG |    |
|                | Scheune Nr. 56                                                                                          | Frauental 56 (Karte)                                                                              | Ende 19. Jahrhundert      | Erhaltenswertes Gebäude | BW |
|                | Ehem. Ansbachsche Zehntscheunen                                                                         | Frauental 57, 58, 59 (Karte)                                                                      | 1573                      | Eingeschossige Massivbauten, in Muschelkalk errichtet, durchgehendes Satteldach mit historischer Biberschwanzdeckung; traufseitig Zufahrt in die Tennen, gefaste Stützen mit geschwungenen Kopf-bügen und original liegender Stuhl im 1. Dachgeschoss, an der Einfahrtsseite Wappenstein 1573 bez.; im 16. Jahrhundert im Zuge der Veräußerung der Klostergüter durch die Ansbachsche Verwaltung für den zu erwartenden Zehnt errichtet und 1763 als „sehr alt und übel gelegene herrschaftliche halbe Zehendscheuer“ an Nicholas Preeg verkauft. Die Scheunen Nr. 57-59 bilden eine Sachgesamtheit mit der Scheune Nr. 18, die wiederum eine Sachgesamtheit mit Nr. 17 darstellt. Geschützt nach §§ 2 (Sachgesamtheit) DSchG | BW |
|                | Stallscheune und Werkstatt mit Inschriftstein von 1848 Nr. 64                                           | Frauental 64 (Karte)                                                                              | 1848                      | Erhaltenswertes Gebäude | BW |
|                | Scheune Nr. 72                                                                                          | Frauental 72 (Karte)                                                                              | 20. Jahrhundert           | Erhaltenswertes Gebäude | BW |
|                | Scheune Nr. 74                                                                                          | Frauental 74 (Karte)                                                                              | 20. Jahrhundert           | Erhaltenswertes Gebäude | BW |

### Freudenbach
Bau-, Kunst- und Kulturdenkmale in Freudenbach (mit dem Dorf Freudenbach und den Weilern Erdbach und Schön):
| Bild           | Bezeichnung         | Lage                   | Datierung | Beschreibung                                                                                                  | ID |
| -------------- | ------------------- | ---------------------- | --------- | --- | -- |
| Weitere Bilder | Evangelische Kirche | Freudenbach 62 (Karte) | 1796      | Ev. Pfarrkirche, Saalbau mit mittelalterlichem Turm, 1796 von Gustav Vorherr, Reste der alten Friedhofsmauer. |    |

### Münster
Bau-, Kunst- und Kulturdenkmale in Münster:
| Bild           | Bezeichnung         | Lage                                 | Datierung                 | Beschreibung | ID                       |
| -------------- | ------------------- | ------------------------------------ | ------------------------- | --- | ------------------------ |
|                | Pumpe               | Münster 5 (bei dem Gebäude) (Karte)  | 19. Jahrhundert           | Gusseiserne Pumpe, 19. Jh. | BW                       |
|                | Pumpe               | Münster 9 (bei dem Gebäude) (Karte)  | 19. Jahrhundert           | Gusseiserne Pumpe, 19. Jh. | BW                       |
| Weitere Bilder | Feuerwehrgerätehaus | Münster 14 (Karte)                   | um 1900                   | Feuerwehrhaus, Fachwerkbau mit Frontturm, um 1900. |                          |
|                | Stein               | Münster 46 (im Wohnhaus) (Karte)     | 1790                      | Eingemauerter Stein, HF 1790 bez. | BW                       |
|                | Ehem. Zehntscheune  | Münster 49 (Karte)                   | 16./17. Jahrhundert       | Stallscheune mit seitlicher Tenne, Massivbau aus Bruchstein, Satteldach | BW                       |
|                | Pfarrhof            | Münster 55, 62, 62a (Karte)          | 18. Jahrhundert           | Ehem. Pfarrhof, 18. Jahrhundert, Pfarrhaus, Massivbau mit Walmdach, Türsturz mit Chronogramm, 1740 bez., ehem. Pfarrscheune, Massivbau mit Walmdach, Waschhaus, Massivbau mit Walmdach.                                                 | BW                       |
|                | Torpfosten          | Münster 73 (bei dem Gebäude) (Karte) | 1770                      | JMVDD (?) 1770 bez. | BW                       |
|                | Wohnhaus            | Münster 87 (Karte)                   | 2. Hälfte 19. Jahrhundert | Fachwerkbau mit Krüppelwalmdach und rundbogigem Kellereingang, Steinschiebefenster, | BW                       |
| Weitere Bilder | Evangelische Kirche | Münster 98 (Karte)                   | 13. Jahrhundert           | Ev. Pfarrkirche (ehem. Allerheiligen), spätromanischer Bau mit Chorturm, 13. Jahrhundert. | Wikidata-Objekt anzeigen |
|                | Laufbrunnen         | Münster 98 (bei dem Gebäude) (Karte) | 1840                      | Mehrröhriger Steinbrunnen mit zwei Trögen, 1840 bez. |                          |
|                | Kellerbau           | Münster 108                          | 1833                      | massives Kellergeschoss mir rundbogigem Eingang, 18 JMV 33 bez., mit verputztem Fachwerkscheuerte |                          |
| Weitere Bilder | Steinkreuz          | Münster (Karte)                      | ca. 15./16. Jahrhundert   | Mord- und Sühnekreuz: VII–IX / Stadtteil Münster. Verschiedene Überlieferungen: „Vater, Mutter und Kind“. Ermordung einer Familie mit Kind. Erinnerung an eine Familie, die im Hochwasser ertrunken ist. Streit zwischen drei Schäfern. |                          |
| Weitere Bilder | Steinkreuz          | Münster (Karte)                      | ca. 15./16. Jahrhundert   | Mord- und Sühnekreuz: X / Stadtteil Münster. Ein Rothenburger Musketierschreiber wurde an der Stelle des Kreuzes vom Pferd geworfen und zu Tode geschleift. Der Reiter geht in der Nacht dort um.                                       |                          |

### Niederrimbach
Bau-, Kunst- und Kulturdenkmale in Niederrimbach (mit dem Dorf Niederrimbach und dem Weiler Standorf):
| Bild           | Bezeichnung         | Lage                | Datierung | Beschreibung                                                                                | ID |
| -------------- | ------------------- | ------------------- | --------- | ------------------------------------------------------------------------------------------- | -- |
|                | Evangelische Kirche | Niederrimbach 57    |           | Ev. Pfarrkirche (§ 28). Gotischer Bau mit Chorturm; in der Kirche Taufstein von 1603 (§ 2). |    |
|                | Rathaus             | Niederrimbach 58    |           | Ehem. Rathaus.                                                                              |    |
| Weitere Bilder | Ulrichskapelle      | Standorf 14 (Karte) | 13. Jh.   | Ev. Kapelle, ehem. Wallfahrtskapelle St. Ulrich, romanischer Zentralbau, 13. Jahrhundert    |    |

### Oberrimbach
Bau-, Kunst- und Kulturdenkmale in Oberrimbach (mit dem Dorf Oberrimbach, dem Weiler Lichtel und dem Gehöft Landturm):
| Bild           | Bezeichnung        | Lage               | Datierung       | Beschreibung | ID |
| -------------- | ------------------ | ------------------ | --------------- | --- | -- |
|                | St. Nikolaus       | Lichtel 28         |                 | Ev. Kirche (St. Nikolaus), spätromanisch-frühgotische Chorturmkirche (eingetragen im Denkmalbuch mit Erlass des Regierungspräsidiums Stuttgart vom 4. Dezember 1992) mit Kirchhof- bzw. Wehrmauer (Sachgesamtheit, § 2). |    |
| Weitere Bilder | Lichteler Landturm | Lichtel 46 (Karte) | 16. Jh.–1681    | Landturm, mittelalterlicher Torturm mit Buckelquadern, Halbwalmdach mit einseitigem Sichtfachwerk, 2. Hälfte des 16. Jahrhunderts, 1681 renoviert.                                                                       |    |
| Weitere Bilder | Steinkreuz         | Lichtel (Karte)    | ca. 14./16. Jh. | Mord- und Sühnekreuz: Creglingen V / Teilort Lichtel. Sogenanntes „Schäferkreuz“. Verschiedene unterschiedliche Überlieferungen.                                                                                         |    |
| Weitere Bilder | Steinkreuz         | Lichtel (Karte)    | ca. 15./16. Jh. | Mord- und Sühnekreuz: Creglingen VI / Teilort Lichtel. Sogenanntes „Metzgerkreuz“. Mit einer Schnittheppe soll dort ein Mann getötet worden sein.                                                                        |    |
| Weitere Bilder | Taufstein.         | Oberrimbach        | 2. Jh.–3. Jh.   | Taufstein; Teil des Naturdenkmals Kopfweidengruppe mit Taufstein aus dem 2.–3. Jahrh. Selberten |    |

### Reinsbronn
Bau-, Kunst- und Kulturdenkmale in Reinsbronn (mit dem Dorf Reinsbronn, den Weilern Niedersteinach und Schirmbach, dem Gehöft Brauneck und dem Haus Altmühle):
| Bild           | Bezeichnung         | Lage               | Datierung       | Beschreibung                                                                          | ID                       |
| -------------- | ------------------- | ------------------ | --------------- | ------------------------------------------------------------------------------------- | ------------------------ |
| Weitere Bilder | Burg Brauneck       | Brauneck 1 (Karte) | 12. Jh.–13. Jh. | Burgruine des 12./13. Jahrhundert mit Fachwerkhaus von 1807. Burgruine. Schloss/Burg. |                          |
|                | Schule              | Niedersteinach 31  |                 | Schule                                                                                |                          |
| Weitere Bilder | Evangelische Kirche | Reinsbronn 56      | 1852            | Ev. Pfarrkirche, neuromanischer Bau, 1852.                                            | Wikidata-Objekt anzeigen |

### Schmerbach
Bau-, Kunst- und Kulturdenkmale in Schmerbach:
| Bild           | Bezeichnung         | Lage               | Datierung       | Beschreibung | ID |
| -------------- | ------------------- | ------------------ | --------------- | --- | -- |
|                | Evangelische Kirche | Schmerbach 45      | 1872            | Ev. Pfarrkirche, neugotischer Bau von 1872 mit altem Turm und Mauerresten der alten Kirchenbefestigung.                    |    |
| Weitere Bilder | Steinkreuz          | Schmerbach (Karte) | ca. 14./15. Jh. | Mord- und Sühnekreuz: XIV / Stadtteil Schmerbach. Es soll sich dort ein Massengrab aus dem Dreißigjährigen Krieg befinden. |    |

### Waldmannshofen
Bau-, Kunst- und Kulturdenkmale in Waldmannshofen (mit dem Dorf Waldmannshofen und dem Weiler Sechselbach):
| Bild           | Bezeichnung            | Lage              | Datierung | Beschreibung | ID |
| -------------- | ---------------------- | ----------------- | --------- | --- | -- |
| Weitere Bilder | Johanniskirche         | Waldmannshofen 41 | 1804–1806 | Ev. Johanniskirche, Saalbau von 1804/06 mit mittelalterlichem Turm.                                                                                                 |    |
| Weitere Bilder | Schloss Waldmannshofen | (Karte)           | 1544–1548 | Früheres Wasserschloss, an Stelle einer spätmittelalterlichen Burg, am nördlichen Ortsrand von Waldmannshofen. 1408 erstmals erwähnt, neu erbaut zw. 1544 und 1548. |    |